# Котанов Федір Євгенович
Федір (Фотіс) Євгенович Котанов (23 березня (4 квітня) 1914, Неон-Хароба — 15 вересня 1993, Санкт-Петербург) — Герой Радянського Союзу (1945), у роки німецько-радянської війни командир 384-го окремого Червонопрапорного Миколаївського батальйону морської піхоти (Одеська військово-морська база, Червонопрапорний Чорноморський флот).

## Біографія
Народився 23 березня (4 квітня — за новим стилем) 1914 року в селі Неон-Хароба нині Цалкського району Грузії в сім'ї селянина. Грек. Член ВКП (б) / КПРС з 1940 року. Закінчив 7 класів. Працював у сільському господарстві.
У Червоній Армії з 1930 року. Закінчив у 1933 році Бакинську піхотну школу. Служив у частинах Червоної Армії. Учасник німецько-радянської війни з червня 1941 року. Брав участь в обороні Севастополя. Командував стрілецьким батальйоном берегової служби. Отримав важку контузію і був евакуйований.
В кінці 1942 року капітан Котанов призначений начальником штабу легендарного десантного загону під командуванням майора Кунікова. Разом із загоном він у числі перших у ніч з 3 на 4 лютого 1943 року в ході Південно-Озерейської десантної операції висадився на зайнятому ворогом і сильно укріпленому узбережжі в районі Новоросійська біля села Мисхако. Стрімким ударом десантний загін вибив німців з опорного пункту і міцно закріпився на захопленому плацдармі, який в подальшому отримав назву «Мала земля». Сім днів десантники відбивали шалені атаки ворога і утримали плацдарм до підходу основних сил. За цей період загоном було знищено понад 200 німців. Коли майор Куніков отримав смертельне поранення, Котанов прийняв командування загоном на себе. Дії загону по захопленню плацдарму зіграли важливу роль у проведенні Новоросійської операції 1943 року і в остаточному звільненні Новоросійська.
На початку квітня 1943 року капітан Котанов був призначений командиром 384-го окремого батальйону морської піхоти (Одеська військово-морська база, Чорноморський флот). Батальйон входив в оперативне підпорядкування Азовської військової флотилії і брав активну участь у визволенні міст і селищ, розташованих по берегах Азовського і Чорного морів, брав участь в операціях з відвоювання Румунії та Болгарії.
Брав участь в Бердянському десанті, наприкінці серпня 1943 року капітан Котанов на чолі десантного загону висадився біля населеного пункту Безіменне (на захід Таганрога) та взяв участь у боях за визволення міста.
У ніч з 9 на 10 вересня 1943 року десантний загін 384-го окремого батальйону морської піхоти під командуванням Котанова двома групами (однією командував старший лейтенант Ольшанський, другою — капітан Котанов) справив висадку в тил противника на захід від Маріуполя в районі сіл Мелекіне і Юр'ївка. Ведучи триденні бої з відступаючими великими силами противника, батальйон просунувся до порту Маріуполь і звільнив його до приходу частин Червоної Армії. При цьому було знищено понад 600 солдатів і офіцерів противника, до 40 автомашин, дві чотирьохгарматні батареї, 18 кулеметних точок, понад 75 возів з різним військовим майном, захоплено коней — 78, автомашин — 35, складів з військовим майном — 9, гармат різних — 85.
З 17 на 18 вересня 1943 року Котанов з батальйоном, висадившись десантом на захід від міста Осипенко (нині — Бердянськ Запорізької області), знищив дві батареї, 29 автомашин і кілька возів з військовим майном противника.
Безсмертний подвиг вчинила група з 55 моряків 384-го окремого батальйону морської піхоти, 12 воїнів 1-го гвардійського укріпленого району 28-ї армії і провідника під командуванням старшого лейтенанта К. Ф. Ольшанського при звільненні міста Миколаїв. У ніч на 26 березня 1944 року десантний загін висадився в тил противника, зайняв кілька будівель порту і, пристосувавши їх до оборони, загін дві доби до підходу своїх військ вів бій, відбивши 18 запеклих атак противника. Всі моряки були удостоєні звання Героя Радянського Союзу, а 384-й окремий батальйон морської піхоти отримав почесне найменування «Миколаївський».
23 серпня 1944 року батальйон майора Ф. Є. Котанова на десяти бронекатерах вийшов з Одеси для виконання завдання з блокування шляхів відходу ворога в Дністровському лимані. На світанку наступного дня батальйон, підтриманий артилерійським вогнем бронекатерів, висадився в зазначеному районі, визволив село Жабріені (нині — село Приморське Кілійського району Одеської області), вийшов до основи коси Кундук і силами в 60 чоловік відрізав шляхи відходу по ній частинам противника. Противник здійснив кілька атак на позиції батальйону. Після двогодинного бою, бачачи безпорадне становище, війська противника припинили опір і почали здаватися в полон. Було захоплено 4 800 чоловік, а в боях десантниками, корабельної артилерією і авіацією в загальній складності знищено до 1 500 солдатів і офіцерів. Втрати десантників склали 28 чоловік. Оволодіння селом Жабріені забезпечило прорив у дельту Дунаю основних сил Дунайської флотилії.
Одночасно бронекатери під прикриттям димової завіси підійшли до міста Вилкове і висадили інші сили батальйону. Гарнізон противника у Вилковому був розгромлений. Десантники взяли в полон більше двох тисяч ворожих солдатів і офіцерів, захопили великі трофеї.
Після опанування містом Вилкове створилися сприятливі умови для оволодіння військово-морською базою противника Сулина. 384-й окремий батальйон морської піхоти, переправлених на правий берег Кілійського гирла в ніч на 26 серпня в районі Вилкове, на кінець того ж дня досяг північно-західній околиці Сулини і, зустрівши слабкий опір противника, опанував лівобережною частиною міста. 27 серпня Сулинський гарнізон у 1 400 чоловік склав зброю.
29 серпня 1944 року в рамках операції по завершенню розгрому німецьких військ у Румунії силами 384-го і 143-го окремого батальйону морської піхоти було окуповане місто Констанца.
Надалі батальйон брав участь у боях за звільнення болгарських міст Варна і Бургас.

обеліск у Мангуші

Анотаційна дошка на Урзуфській школі

Указом Президії Верховної Ради СРСР від 20 квітня 1945 року за мужність, відвагу і героїзм, проявлені в боротьбі з німецько-фашистськими загарбниками, майору Котанову Федору Євгеновичу присвоєно звання Героя Радянського Союзу з врученням ордена Леніна і медалі «Золота Зірка» (№ 5890).
Після війни майор Котанов продовжував службу на посаді заступника командира полку морської піхоти.
У 1948 році він закінчив Військову академію імені М. В. Фрунзе.
З 1964 року полковник Котанов у запасі. Жив у Ленінграді (нині — Санкт-Петербург). 7 вересня 1987 року «за великий внесок у звільнення міста Маріуполя від німецько-фашистських загарбників» йому присвоєно звання «Почесний громадянин міста Маріуполя».
Помер 15 вересня 1993 року. Похований на Південному кладовищі Санкт-Петербурга.

## Нагороди, пам'ять
Нагороджений двома орденами Леніна, трьома орденами Червоного Прапора, орденами Суворова 3-го ступеня, Олександра Невського, Вітчизняної війни 1-го ступеня, Червоної Зірки, медалями.
З 1995 року середня школа села Урзуфа носить ім'я Федора Євгеновича Котанова, про що свідчить анотаційна дошка на будівлі. 9 травня 2010 року в Мангуші відкрита Алея Слави, де серед інших Героїв встановлено обеліск і Федору Котанову.